# John Finn
John Finn (født 30. september 1952 i New York, USA) er en amerikansk skuespiller. Han er måske bedst kendt for sin rolle som John Stillman i tv-serien Cold Case. Han har medvirket i film som Blown Away, Analyze That og The Hunted.